# Momona Kasahara
Pour les articles homonymes, voir Kasahara.
Momona Kasahara (笠原 桃奈, Kasahara Momona), née le 22 octobre 2003 dans la préfecture de Kanagawa (Japon), est une chanteuse J-pop japonaise.
En 2016, elle intègre le groupe japonais Angerme. C'est la seule artiste de la cinquième génération de ce groupe. En 2023, elle fait ses débuts avec le groupe ME:I.

## Biographie
Le 16 juillet 2016, lors du premier concert d'été du Hello!Project, il est annoncé que Momona Kasahara, âgée de 12 ans, intègre le groupe le jour même. Après 6 années d'activités au sein des ANGERME, sa graduation à lieu le 15 novembre 2021.
Le 5 octobre 2023, Momona participe à la 3eme saison de l'émission PRODUCE 101 Japan, un concours composé d'une centaine de stagiaires. Elle termine à la première place du classement avec 1,116,716 votes et fera ses débuts avec 10 autres membres afin de faire ses débuts dans un nouveau groupe.

## Groupes
- Hello! Pro Kenshuusei (2015-2016)
- Angerme (2016-2021)
- ME:I (depuis 2023)

## Discographie

### Avec Angerme
Singles
- 19 octobre 2016 : Umaku Ienai / Ai no Tame Kyou Made Shinkashite Kita Ningen, Ai no Tame Subete Taikashita Ningen / Wasurete Ageru
- 21 juin 2017 : Ai Sae Areba Nanni mo Iranai / Namida Iro no Ketsui / Majokko Megu-chan
- 13 décembre 2017 : Manner Mode / Kisokutadashiku Utsukushiku / Kimi Dake ja nai sa...friends (DVD single)
- 9 mai 2018 : Nakenai ze・・・Kyoukan Sagi / Uraha=Lover / Kimi Dake ja nai sa...friends (2018 Acoustic Ver.)
- 31 octobre 2018 : Tade Kuu Mushi mo Like it! / 46okunen LOVE
- 10 avril 2019 : Koi wa Accha Accha / Yumemita Fifteen
- 20 novembre 2019 : Watashi wo Tsukuru no wa Watashi / Zenzen Okiagarenai SUNDAY
- 26 août 2020 : Kagiriaru Moment / Mirror Mirror
- 12 juin 2021 : Hakkiri Shiyou ze / Oyogenai Mermaid / Aisare Route A or B?
- 11 mai 2022 : Ai・Mashou / Hade ni Yacchai na! / Aisubeki Beki Human Life (uniquement "SHAKA SHAKA #2 LOVE Colorful Life Hen")

Albums
- 15 mai 2019 : Rinnetenshou ~ANGERME Past, Present & Future~